# 13672 Тарскі
13672 Тарскі (13672 Tarski) — астероїд головного поясу, відкритий 30 травня 1997 року.
Тіссеранів параметр щодо Юпітера — 3,396.